# Ditranol

Strukturformel för ditranol.

Ditranol (INN) är en hydroxiantron, ett antracenderivat, som används som hudläkemedel för personer med psoriasis. Den finns som krämer, salvor eller pastor med styrka mellan 0,1 och 2 % (Dithrocream, Micanol och Psorlin). Micanol är en kräm från läkemedelsföretaget Bioglan.
Alla läkemedel med detta ämne är avregistrerade i Sverige.